# Bandera del Mercosur

Bandera del Mercosur en portugués.

La Bandera del Mercado Común del Sur (Mercosur) es uno de los símbolos oficiales del Mercosur.

## Historia
El emblema fue elegido en un concurso patrocinado por el Consejo del Mercado CoI Reunión Ordinaria, celebrada entre el 16 y 17 de diciembre de 1996 en Fortaleza (Brasil), la propuesta vencedora. El concurso fue promovido por las Direcciones de Comunicación de las Presidencias de los estados parte. El diseño ganador, entre los miles que se postularon, fue el realizado por el argentino Carlos Varau.
En el año 2002, el Consejo del Mercado Común reglamentó el uso del nombre Mercado Común del Sur, la sigla MERCOSUR y el Emblema/Logotipo del MERCOSUR, mediante la aprobación de la Decisión Nº 17/02. De acuerdo con esta Decisión los símbolos están en uso en los estados parte y en los órganos relacionados y pueden ser utilizados sin permiso previo por personas o entidades nacionales de los Estados miembro, siempre de manera coherente con los objetivos del Mercosur.

## Vexilología y descripción
El Mercosur es identificado por el nombre «Mercado Común del Sur», la sigla, el emblema y la bandera del Mercosur en los idiomas español y portugués: Mercosul. La bandera del Mercosur está constituida de un rectángulo blanco y sobre éste tiene el emblema del Mercosur que está compuesto por cuatro estrellas azules ubicadas en una línea verde curva, representando la constelación del crucero del sur que emerge del horizonte.. La imagen alude a la constelación del hemisferio austral y también los cuatro países fundadores (Argentina, Brasil, Paraguay y Uruguay). 

## Elevación en Brasil

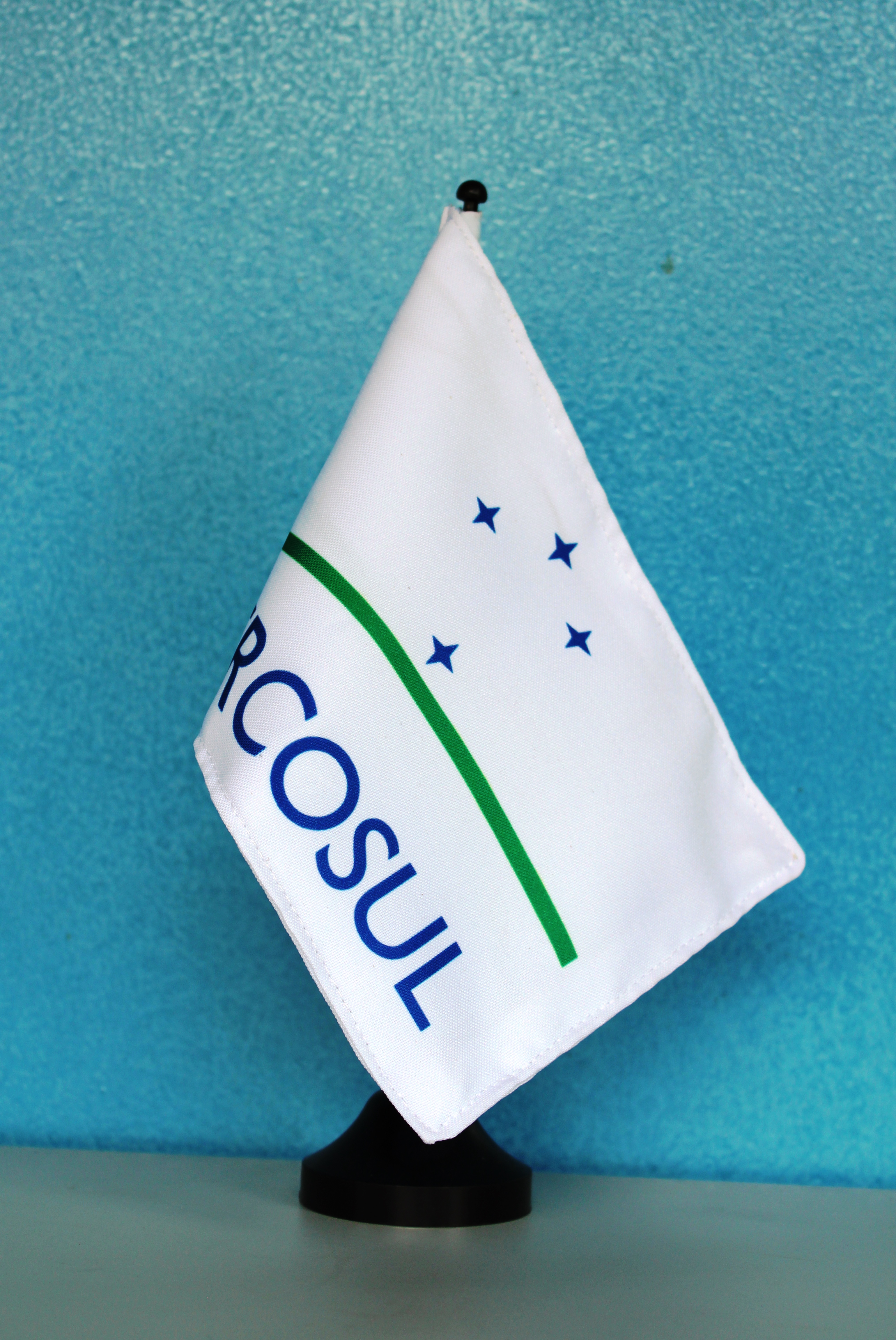
Bandera de mesa en portugués

En Brasil, la ley federal No 5700/1971 con las modificaciones facilitadas por la Ley 12157, publicada el 24 de diciembre de 2009, establece que la bandera del Mercosur se iza la derecha de la bandera de Brasil en varios cargos públicos: federales, estatales y locales.